# Pandora Hearts
Pandora Hearts (jap. パンドラハーツ, Pandora Hātsu) ist ein Manga des japanischen Mangaka Jun Mochizuki, der zwischen 2006 und 2015 in Japan erschien. Der Manga wurde als Animeserie und Hörspiel umgesetzt und ist in die Genres Fantasy, Mystery und Action einzuordnen.

## Handlung
Das Leben von Oz Vessalius, einem der Erben eines einflussreichen Herzogtums, verändert sich an seinem 15. Geburtstag schlagartig, als er bei seiner Initiationszeremonie plötzlich mit einem geheimnisvollen Chain namens Alice konfrontiert und von drei seltsamen vermummten Gestalten in das Abyss gestoßen wird. Der Abyss (アヴィス), der in einer anderen Dimension liegt, ist angeblich ein Gefängnis für Verbrecher, die unverzeihliche Sünden begangen haben sollen. Die Chains (チェイン), Kreaturen aus dem Abyss, können dieses nur mit Hilfe eines Vertrags mit einem Menschen, dem Contractor (契約者, Keiyakusha), verlassen. Der Contractor besitzt ein uhrenähnliches Mal auf seiner Brust, dessen Zeiger sich weiterbewegt, wenn die Kraft des Chains genutzt wird. Ist der Zeiger einmal herumgelaufen, wird der Contractor zusammen mit seinem Chain zurück in das Abyss gezogen.
Als Oz im Abyss wieder zu sich kommt, steht er den Chains gegenüber. Ehe er sich versieht, wird er von einem dieser verfolgt, woraufhin ihm der Chain Alice zur Hilfe kommt. Um aus dem Abyss zu entkommen, schließt Oz einen Vertrag mit Alice. Doch als er in die reale Dimension zurückkehrt, muss er feststellen, dass in seiner Abwesenheit 10 Jahre vergangen sind. Zusammen mit der Organisation Pandora (パンドラ), die besonderes Interesse an Oz und Alice hat, suchen die beiden nun nach Alices Erinnerungen, um mehr über Oz’ Vergangenheit und die Tragödie von Sablier zu erfahren. Die Tragödie trug sich vor 100 Jahren zu und scheint eng mit Oz und Alice verstrickt zu sein. Früher war Sablier die Hauptstadt der Welt, doch vor 100 Jahren versank sie mit all ihren Bewohnern im Abyss. Verantwortlich dafür soll Glen Baskerville sein, der nach diesem Vorfall von Jack Vessalius getötet wurde.

## Charaktere

### Vessalius-Haushalt
Oz Vessalius (オズ ベザリウス)
Der Hauptcharakter in Pandora Hearts. Ein 15-jähriger Junge mit blonden Haaren und grünen Augen, dessen Vater einem der Häuser der vier Adligen angehört. Seine Mutter wurde laut einer Verschwörungstheorie von der Nightray-Familie umgebracht und sein Vater hasst ihn aus unbekannten Gründen und verbannte ihn mithilfe seines Chains in den Abyss, doch trotz allem ist Oz ein optimistischer und aufgeweckter Junge. Aus dem Abyss entkommt er, indem er einen Vertrag mit dem Chain Alice eingeht. Im späteren Verlauf lernt er das Siegel auf Alice nach Belieben zu öffnen und zu schließen. Später erfährt er, dass seine Identität und seine eigene Persönlichkeit eine Lüge sein sollen, da er selbst B-Rabbit war und davor nur ein Plüschtier, das durch Jacks Bitten zum Chain wurde.
Alice (アリス)
Alice ist ein Chain, der Oz im Abyss dazu bringt, einen Vertrag mit ihr zu schließen, sodass beide aus dem Abyss entkommen können. Ihre wirkliche Gestalt ist ein großer schwarzer Hase, der B-Rabbit (Bloodstained Black Rabbit) genannt wird und einer der stärksten Chains ist. Wenn sie nicht gerade kämpft, nimmt sie die Form eines Mädchens mit langen braunen Haaren und violetten Augen an. Sie hat einen enormen Appetit und liebt es, Fleisch zu essen. Sie hat keinerlei Erinnerung an ihr früheres Leben und ihr Ziel ist es, ihre verlorenen Erinnerungen zu finden, deren Splitter sich im Abyss verteilt haben. Später findet sie heraus, dass sie in ihrem früheren Leben als kleines Mädchen von Glen Baskerville in einem Turm gefangen gehalten wurde, wo sie nur von Jack Vessalius besucht wurde, zu dem sie eine enge Beziehung aufbaute. Sie stellt eine Verbindung zum Willen des Abyss dar, da dieser als ihr Zwilling im Abyss lebt.
Jack Vessalius (ジャック ベザリウス)
Jack ist als der Held bekannt, der vor hundert Jahren Glen Baskerville besiegt haben soll. Jack sieht Oz sehr ähnlich und hat einen langen blonden, geflochtenen Zopf. Oz und Gilbert begegnen ihm das erste Mal in der Dimension von Cheshire Cat. Er residiert in Oz’ Körper, agiert und spricht manchmal durch ihn. Jack ist der dritte Sohn der Vessalius-Familie und arbeitete damals als selbsternannter Spieluhrmacher. Sein bester Freund war zu der Zeit Glen Baskerville. Nachdem Glen die Melodie „Lacie“ komponierte, baute Jack eine Taschenuhr für ihn. Zur Zeit der Tragödie von Sablier tötete Jack Glen. Später stellt sich heraus, dass Jack eine enge Beziehung zu Gilbert und Vincent hatte, jedoch nicht, wie Gilbert anfänglich dachte, ihr erster Meister war. Er war auch derjenige, der die beiden von der Straße geholt hatte.
Oscar Vessalius (オスカー)
Er ist Oz’ Onkel und agiert auch als seine Vaterfigur. Er hat damals Gilbert von der Straße in den Vessalius-Haushalt gebracht, und auch Gilbert sieht in ihm seinen Vaterersatz. Er ist, wie viele Angehörige der vier großen Adelsfamilien, in Pandora tätig.
Ada Vessalius (エイダ)
Oz’ kleine Schwester, die ihn sehr liebt. Sie geht nun auf die Nobelschule Latowidge (jap. ラトウィッジ). Auch, wenn sie nach dem Vorfall mit dem Abyss um zehn Jahre gealtert und somit älter als Oz ist, benimmt sie sich weiterhin wie seine kleine Schwester. Zuletzt wurde sie bei einem Date mit Vincent Nightray gesehen. Sie hat eine schwarze und eine weiße Katze.
Zai Vessalius (ザイ)
Oz’ und Adas Vater. In einer Rückblende ist er als eine kaltherzige Person zu sehen, die nur Verachtung und Hass für seinen Sohn Oz übrig hat. In Retrace 40 ist zu sehen, dass eine lange, große Narbe sich quer durch sein Gesicht zieht, womit klar ist, dass er seinen Sohn in den Abyss befördert hat. Er kontrolliert einen Chain namens Gryphon, den er unter anderem dazu benutzt hat, Oz ins Abyss zu stoßen. Selbst als der Herr des Nightray Hauses seinem Sohn Eliot einbleute, er solle die Vessalius Familie hassen, sah es so aus, als seien er und Zai Freunde. Er sendete zusammen mit den anderen Baskervilles Oz in den Abyss, wobei Duke Nightray sein Alibi war. Gilbert erkannte ihn damals, schützte ihn daher vor Oz’ Angriff, um zu verhindern, dass Oz seinen eigenen Vater tötete. Zai weiß außerdem um den Standort der fünften Tür zum Abyss, die die Baskervilles ihr eigen nennen.
Der Wille des Abyss (アヴィスの意志)
Sie ist die Zwillingsschwester von Alice und lebt in den tiefsten Ecken des Abyss, außerdem heißt sie auch Alice. Im Gegensatz zu Alice ist sie nett, fröhlich und wie ein kleines Mädchen. Sie hat weißes langes Haar und trägt immer ein weißes Kleid. Da sie und Alice, als Alice noch ein Mensch war, alle 12 Stunden den Körper getauscht haben, hatte sie auch eine tiefe Verbindung zu Jack. Alice meinte, dass sie mit ihr kommunizieren konnte, als sie noch im Abyss war. Nachdem Vincent Alice im Abyss erzählt hat, dass Jack tot sei und sie daran schuld sei, ist sie ausgerastet und hat ihre Erinnerungen zerstört. Ihr Wunsch ist es, nicht mehr der Wille des Abyss zu sein und Alice zu beschützen. Sie wird in manchen Übersetzungen als „Alyss“ bezeichnet, um sie und Alice besser auseinanderhalten  zu können.

### Nightray-Haushalt
Gilbert Nightray (ギルバート ナイトレイ)
Gilbert ist Oz’ bester Freund und loyaler Diener. Er wurde als kleiner Junge von der Familie Vessalius aufgenommen und fungierte damals als Oz’ Diener. Für ihn ist Oz der wichtigste Mensch und er würde sich jederzeit für seinen Meister opfern. Er war bei Oz’ Zeremonie anwesend und wurde von den vermummten Gestalten der Baskervilles dazu benutzt, Oz anzugreifen. Als er das Gesicht eines der Vermummten sieht, stellt er sich Oz, der diesen angreifen will, in den Weg und wird dabei selbst schwer verletzt.
Als Oz aus dem Abyss zurückkehrt, lernt er den um zehn Jahre älteren Gilbert als Raven (jap. 鴉, Reibun) kennen, der, wie sein kleiner Bruder Vincent, nach Oz’ Verschwinden von der Nightray Familie adoptiert wurde und auch für Pandora arbeitet. Anfangs erkennt Oz seinen alten Freund nicht wieder, da dieser sich sehr verändert hat. Doch als er die Narbe auf seiner Brust sieht, die er ihm damals während der Zeremonie unabsichtlich zugefügt hat, erkennt er in Raven seinen Freund Gilbert wieder.
Gil hat nach wie vor Angst vor Katzen und ist ein sehr guter Koch. Außerdem hat er in Oz’ Abwesenheit gelernt, mit der Schusswaffe umzugehen, mit der er nun alles tut, um Oz zu beschützen. 100 Jahre zuvor war er Glens Diener, wurde aber von Jack schwer verletzt und verstarb. Sein Bruder Vincent öffnete damals den Weg ins Abyss, um ihn zu retten.
Vincent Nightray (ヴィンセント ナイトレイ)
Gilberts jüngerer Bruder. Sein linkes Auge ist gold, sein rechtes ist weinrot und nennt sich „Eye of Misfortune“. Er liebt Gilbert bis hin zur Besessenheit. Seine Dienerin Echo (エコー) wirkt wie eine Puppe, zeigt nie Emotionen und ist ihrem Herrn treu. Er ist ein Mitglied von Pandora. Früher hatte er Alice verachtet und sie immer geärgert. Er hatte sogar ihre Katze Cheshire getötet, die später im Abyss zu einem Chain wurde. Überrascht war er, als er den Willen des Abyss in Alices Gestalt im Abyss traf.
Elliot Nightray (エリオット ナイトレイ)
Ein Student der Latowidge Akademie, genau wie Ada. Er besucht diese Schule zusammen mit seinem Diener Leo. Als Oz, Oscar, Alice und Gilbert in die Schule eindringen, hört Oz die Melodie seiner Taschenuhr. Er macht sich auf die Suche nach denen, die sie gespielt zu haben scheinen. Ada führt ihn darum in die Bibliothek, wo er Eliot und Leo trifft. Dort verrät Eliot dem völlig perplexen Oz das Ende seines Lieblingscharakters Edgar aus dem Roman „Holy Knight“, welchen beide gerne lesen. Als Ada dann wieder auftaucht, kommt heraus, dass Eliot es nicht mag, wenn Ada seinen Namen in den Mund nimmt, da er die Vessalius-Familie hasst wegen deren Überheblichkeit, den Helden von vor 100 Jahren in ihrer Familie zu haben.
Trotz Eliots Abneigung gegen sie, glaubt Ada an das Gute in ihm und denkt, er sei eine nette und zuverlässige Person. Eliot ist der legitime Erbe der Nightray Familie. Da Gilbert und Vincent vom Nightray-Haus adoptiert wurden, sind die beiden seine Adoptivbrüder. Er hat einen starken Sinn für Recht und Unrecht, dabei ist es ihm egal, welche Meinung der Gegenpart hat. Seine Meinung zählt und sonst keine. Später kommt heraus, dass er und Leo die Melodie von Oz’ Taschenuhr spielten. Eliot behauptet sogar, sie komponiert zu haben, was auf eine starke Verbindung zu Glen Baskerville hindeutet. Er leidet unter Albträumen, welche Erinnerungen von Glen zeigen. Dies deutet darauf hin, dass Leo, der die Seelen von allen Glens beherbergt, auch eine starke Auswirkung auf normale Menschen hat. Als er und Leo in Sablier wieder auf Oz und Co. treffen und somit auch auf Zai, verteidigt er Oz. Ihm dient der Schüler Leo.

### Rainsworth-Haushalt
Sharon Rainsworth (シャロン レインズワース)
Sie ist ebenfalls ein Mitglied von Pandora und obwohl sie 23 Jahre alt ist, sieht sie immer noch aus wie 13. Der Grund dafür ist ein legaler Vertrag mit einem Chain, der sie seit ihrer ersten Begegnung mit Oz Vessalius nicht altern ließ. Ihr Chain ist Eques, ein Chain in der Gestalt eines schwarzen Einhorns. Sie hat eine enge Beziehung zu Break, denn sie war diejenige, die ihn fand, nachdem er aus dem Abyss zurückkehrte. Seit sie klein war, sieht sie in ihm ihren großen Bruder.
Xerxes Break (ザークシーズ ブレイク)
Er ist ein Mitglied von Pandora und ein Diener der Rainsworth-Familie. Er hat einen legalen Vertrag mit dem Chain Mad Hatter. Auf Breaks Schulter sitzt meistens eine kleine Puppe, die Emily heißt. Außerdem liebt Break Süßes, Kuchen und Tee. Nach außen hin wirkt Break immer gut gelaunt und ohne jede Sorgen. Früher war er ein verbitterter Mensch, der sich anderen nie öffnete, doch nachdem er sein linkes Auge verlor, begann er sich dank Sharons Mutter Shelly zu öffnen. Sein linkes Auge wurde ihm vom Willen des Abyss genommen und fungiert nun als Augenlicht von Cheshire.
Im 29. Kapitel im Manga kommt heraus, dass Breaks wahrer Name Kevin Regnard ist. Er war früher ein Diener der Familie Sinclair, bis sein Meister in seiner Abwesenheit getötet wurde. Er machte sich selbst damals für dessen Tod verantwortlich, da es seine Aufgabe gewesen wäre, bei ihm zu bleiben und ihn zu beschützen. So schloss er mit einem Chain einen illegalen Vertrag ab, bei dem er verpflichtet war Menschen zu töten. Nachdem seine Uhr abgelaufen war, zog es ihn ins Abyss, wo er auf den Willen des Abyss und Vincent stieß. Im Austausch gegen sein linkes Auge änderte der Wille des Abyss für ihn die Vergangenheit und er musste ihr versprechen, dass er sie zerstört und Alice beschützt. Als Kevin aus dem Abyss zurückkehrte, waren 30 Jahre vergangen und er lag vor dem Tor der Rainsworth-Familie. Seitdem dient er der Familie Rainsworth.

### Baskerville-Haushalt
Glen Baskerville (グレン バスカヴィル)
Glen (eigentlich Oswald) Baskerville war der Anführer der Baskervilles vor 100 Jahren. Sein Chain heißt Jabberwock. Er war früher Jacks bester Freund und ist der Komponist von „Lacie“. Lacie war auch der Name seiner Schwester, die ihm sehr wichtig war. Lacie könnte vielleicht ein Anagramm für Alice sein, welche er jahrelang in einem Turm eingesperrt hatte. Sein Ziel war es, an den Willen des Abyss zu gelangen, welcher als Zwilling von Alice im Abyss lebte. Der Name „Glen“ ist eigentlich ein Titel, der weitergereicht wird. Es gibt also im Laufe der Geschichte verschiedene Glens.
Lacie Baskerville (Reishi レイシ)
Sie war Glen Baskervilles Schwester und ist die Mutter von Alice und dem Willen des Abyss. Das Grab, an dem Oz die Spieluhr findet, ist ihr Grab. Lacie wurde als „Child of Misfortune“ geboren mit roten Augen. Als sie noch ein Kind war, stimmte sie einem Experiment zu. Sie wurde von Levi, dem vorigen Glen, geschwängert, bevor man sie in den Abyss warf. Dort gebar sie die beiden Zwillinge Alice und den Willen des Abyss. Sie hatte zu Jack Vessalius eine sehr enge Bindung. Sie half ihm, als er auf der Straße war. Sie stahl für ihn Essen, tötete um ihn zu beschützen. Dadurch gewann sie seine unsterbliche Liebe und bedingungslose Loyalität. Sie hatte eine sehr schöne Singstimme. Glen komponierte nach ihr eine bis vor ihrem Tod unbekannte Melodie. Nach ihrem Tod fand Jack, dass man dieser Melodie den Namen Lacie geben sollte.
Lotti (ロッティ)
Das Mädchen, das Oz in der Latowidge-Akademie entführt. Sie war an der Tragödie von Sablier beteiligt und tötete viele Menschen. Sie war damals in Glen verliebt und diente der Baskerville-Familie. Ihr richtiger Name ist Charlotte, aber Jack gab ihr den Spitznamen Lotti. Sie kann Jack nicht verzeihen, dass er Glen vor 100 Jahren tötete. Ihr Chain heißt Leon. Er hat die Gestalt eines Löwen.

## Veröffentlichung
Pandora Hearts wurde als Manga-Serie im Shōnen-Magazin GFantasy seit Ausgabe 6/2006 vom 18. Mai 2006 von Square Enix veröffentlicht. Die Kapitel erschienen auch in 24 Sammelbänden.
Die Bände verkauften sich in Japan in den ersten Wochen bis zu 150.000 Mal
Yen Press veröffentlicht den Manga in Nordamerika. Zwischen März 2011 und Juni 2016 erschienen alle 24 Bände komplett beim Carlsen Verlag auf Deutsch. Seit Januar 2024 veröffentlicht Carlsen Manga die Serie unter dem Titel Pandora Hearts Pearls neu in Doppelbänden; bisher sind zwei von 12 geplanten Bänden erhältlich (Stand April 2025).

## Adaptionen

### Anime
Unter der Regie von Takao Kato produzierte das Studio Xebec 2009 eine Animeserie zum Manga. Die künstlerische Leitung übernahm Keito Watanabe und das Charakterdesign entwarfen Chizuru Kobayashi und Shinichi Yamaoka. Die Erstausstrahlung erfolgte vom 2. April 2009 bis zum 24. September 2009 durch TBS und mit kurzem Versatz bei BS-i, Chubu-Nippon Broadcasting und MBS.
Für die USA wurde der Anime 2010 von NIS America, der amerikanischen Tochter von Nippon Ichi Software, lizenziert, als einer von insgesamt vier Titeln mit denen das Unternehmen in den US-Anime-Markt einsteigen will. Pandora Hearts wurde in Frankreich von Kazé sowie in Deutschland von Kazé Deutschland veröffentlicht. Die Serie erschien hierzulande ab dem 30. November 2016 auf vier Boxen. In Frankreich ist die gesamte Serie auf 3 Volumes erhältlich.

#### Synchronisation
Die deutsche Synchronfassung wurde von der TV+Synchron in Berlin erstellt. Für Dialogregie und Synchronbuch war Gabriele Böhm verantwortlich.
| Rolle                 | Japanischer Sprecher (Seiyū) | Deutscher Sprecher   |
| --------------------- | ---------------------------- | -------------------- |
| Oz Vessalius          | Junko Minagawa               | Dirk Petrick         |
| Alice                 | Ayako Kawasumi               | Ghadah Al-Akel       |
| Gilbert Nightray      | Kousuke Toriumi              | Matthias Deutelmoser |
| Gilbert (Kind)        | Azuma Sakamoto               | Sebastian Fitzner    |
| Sharon Rainsworth     | Kana Hanazawa                | Jodie Blank          |
| Xerxes Break          | Akira Ishida                 | Christian Gaul       |
| Jack Vessalius        | Daisuke Ono                  | Bernd Vollbrecht     |
| Ada Vessalius         | Kaori Fukuhara               | Maximiliane Häcke    |
| Oscar Vessalius       | Hideyuki Umezu               | Stefan Staudinger    |
| Zai Vessalius         | Tōru Ōkawa                   | Jan-David Rönfeldt   |
| Vincent Nightray      | Jun Fukuyama                 | Tim Sander           |
| Elliot Nightray       | Hirofumi Nojima              | Dirk Stollberg       |
| Rufus Barma           | Yūya Uchida                  | Daniel Welbat        |
| Reim Lunettes         | Jun'ichi Suwabe              | Thomas Schmuckert    |
| Glen Baskerville      | Kishō Taniyama               | Stephan Ernst        |
| Charlotte Baskerville | Megumi Toyoguchi             | Angelina Geisler     |
| Fang                  | Takayuki Kondō               | Jörg Pintsch         |
| Grinsekater           | Kappei Yamaguchi             | Nico Sablik          |
| Echo                  | Ryō Hirohashi                | Anita Marietta Hopt  |
| Philipp               | Kumiko Higa                  | Moritz Russ          |
| Leo                   | Akeno Watanabe               | Heiko Akrap          |

#### Musik
Die Musik der Serie komponierte Yuki Kajiura. Für den Vorspann verwendete man das Lied Parallel Hearts von FictionJunction, die Abspanne wurden unterlegt mit den Titeln Maze und Watashi wo Mitsukete von Savage Genius.

#### Episoden
| Nummer | Originaltitel                                         | Englischer Titel        | Deutscher Titel                    |
| ------ | ----------------------------------------------------- | ----------------------- | ---------------------------------- |
| 01     | Tsumi Naki Heion (罪なき平穏)                         | Innocent Calm           | Unschuldige Ruhe                   |
| 02     | Danzai no Arashi (断罪の嵐)                           | Tempest of Conviction   | Sturm der Verurteilung             |
| 03     | Maigo to Kuro-Usagi (迷い子と黒うさぎ)                | Prisoner & Alichino     | Gefangener & Alichino              |
| 04     | Asahikage no Basho (朝日影の場所)                     | Rendezvous              | Verabredung                        |
| 05     | Tokeimawari no Akumu (時計回りの悪夢)                 | Clockwise Doom.         | Schicksal im Uhrzeigersinn         |
| 06     | Kuichigatta Genzaichi (食い違った現在地)              | Where am I?             | Wo bin ich?                        |
| 07     | Shin'en Kara no Yobigoe (深淵からの呼び声)            | Whisperer               | Flüsterer                          |
| 08     | Inja no Toikake (隠者の問い掛け)                      | Question                | Frage                              |
| 09     | Noroi no Kotoba (呪いの言葉)                          | Malediction             | Verwünschung                       |
| 10     | Kasanaru Kage (重なる影)                              | Grim                    | Grim                               |
| 11     | Otosareta Karasu (堕とされた鴉)                       | A Lost Raven            | Ein verlorener Raven               |
| 12     | Kagami no Kuni (鏡の国)                               | Welcome to Labyrinth    | Willkommen im Labyrinth            |
| 13     | Yuganda Kioku no Jūnin (歪んだ記憶の住人)             | Keeper of the Secrets   | Hüter des Geheimnisses             |
| 14     | Akaki Sekigan no Akuma (紅き隻眼の悪魔)               | Hollow Eye Socket       | Leere Augenhöhle                   |
| 15     | Ta ga Tame no Kotoba (誰がための言葉)                 | Who Killed Poor Alice?  | Wer tötete die arme Alice?         |
| 16     | Eiyū to Shōnen (英雄と少年)                           | His Name is…            | Sein Name ist …                    |
| 17     | Kaikyū no Senritsu (懐旧の旋律)                       | Hello My Sister!        | Hallo meine Schwester!             |
| 18     | Toaru Jūsha no Shi ni Tsuite (とある従者の死について) | Eliot & Leo             | Eliot & Leo                        |
| 19     | Namida no Ike (涙の池)                                | The Pool of Tears       | Das Becken voller Tränen           |
| 20     | Utsuriyuku Oto (うつりゆく音)                         | Modulation              | Modulation                         |
| 21     | Junpaku no Kuro (純白のくろ)                          | Snow White Chaos        | Schneeweißes Chaos                 |
| 22     | Shitsui no Taika (失意の対価)                         | Countervalue of Loss    | Entschädigung für die Enttäuschung |
| 23     | Kishimu Sekai (軋む世界)                              | A Warp in the World     | Eine Verzerrung in der Welt        |
| 24     | Awaremi no Sanka (憐れみの讃歌)                       | Kyrie                   | Kyrie                              |
| 25     | Hitei no Kanata e (否定の彼方へ)                      | Beyond the Winding Road | Hinter dem gewundenen Weg          |

### Hörspiel und Soundtracks
Ein erster Teil des Soundtracks des Animes erschien im April 2009 bei Victor Entertainment in Japan auf einer Maxi-Single. Im Juni folgte ein Album.
Am 21. Dezember 2007 erschien bei Frontier Works eine Hörspiel-CD zum Manga.

#### Synchronisation
| Rolle             | Japanischer Sprecher (Seiyū) |
| ----------------- | ---------------------------- |
| Oz Vessalius      | Junko Minagawa               |
| Alice             | Yukari Tamura                |
| Gilbert Nightray  | Katsuyuki Konishi            |
| Sharon Rainsworth | Yui Horie                    |
| Xerxes Break      | Toshihiko Seki               |